# 王兵 (導演)
王兵（1967年11月17日—）， 陕西人，中國獨立電影工作者，他執導的作品多為紀錄片，以低預算方式拍攝寫實的影片，以超過九小時的《鐵西區》最為著名。

## 生平
王兵出身自陝西，1995年畢業自魯迅美術學院攝影學系，1999年起開始拍攝一個瀋陽歷史悠久的工廠，直至2002年完成超過九小時的紀錄片《鐵西區》，接連獲得里斯本國際紀錄片、南特影展紀錄片單元、山形國際紀錄片影展與馬賽紀錄片影展的首獎，2004年被法國電影雜誌《電影筆記》選為年度十大並列第2名。
2007年，他再度以《和鳳鳴》拿下山形國際紀錄片影展首獎。
2010年，他執導的第一部劇情片《夾邊溝》獲選為第67屆威尼斯影展正式競賽片。
2023年，紀錄片《青春（春）》入选第76届戛纳电影节正式竞赛单元和獲得第60屆金馬獎最佳紀錄片。
2024年，紀錄片《青春（苦）》、《青春（歸）》分別入選第77屆盧卡諾影展國際競賽單元、第81屆威尼斯影展正式競賽單元。因该两部影片入围国际影展引发的舆论，王兵遭到中国大陆主流媒体封杀，其本人及作品的豆瓣电影条目全部消失。

## 作品

### 電影

#### 導演和編劇
| 年份 | 電影               | 片長    | 備註 |
| ---- | ------------------ | ------- | --- |
| 2003 | 《鐵西區》         | 551分鐘 | 墨西哥城國際現代電影節最佳紀錄片獎 馬賽紀錄片影展最佳紀錄片 山形國際紀錄片影展羅伯與法蘭西斯·佛萊厄提獎 南特影展最佳紀錄片 |
| 2007 | 《和鳳鳴》         | 184分鐘 | （第60屆坎城影展特別展映單元） 山形國際紀錄片影展羅伯與法蘭西斯·佛萊厄提獎                                                 |
| 2007 | 《暴力工廠》       | 17分鐘  | |
| 2008 | 《採油日記／原油》 | 840分鐘 | |
| 2008 | 《煤炭，錢》       | 53分鐘  | |
| 2009 | 《無名者》         | 92分鐘  | |
| 2010 | 《夾邊溝》         | 109分鐘 | （第67屆威尼斯影展正式競賽單元）                                                                                           |
| 2012 | 《三姊妹》         | 153分鐘 | （第69屆威尼斯影展地平線單元） 威尼斯影展地平線單元最佳影片獎 南特影展金熱氣球獎                                           |
| 2013 | 《瘋愛》           | 228分鐘 | （第70屆威尼斯影展非競賽單元） 南特影展銀熱氣球獎                                                                          |
| 2014 | 《父與子》         | 97分鐘  | |
| 2016 | 《德昂》           | 148分鐘 | （第66屆柏林影展論壇單元）                                                                                                 |
| 2016 | 《苦錢》           | 152分鐘 | （第73屆威尼斯影展地平線單元） 威尼斯影展地平線單元最佳劇本獎                                                              |
| 2017 | 《15小時》         | 900分鐘 | |
| 2017 | 《方繡英》         | 86分鐘  | （第70屆盧卡諾影展國際競賽單元） 盧卡諾影展金豹獎                                                                          |
| 2018 | 《死靈魂》         | 495分鐘 | （第71屆坎城影展特別展映單元） 山形國際紀錄片影展羅伯與法蘭西斯·佛萊厄提獎                                                 |
| 2023 | 《青春（春）》     | 212分鐘 | （第76屆坎城影展正式競賽單元） 第60屆金馬獎最佳紀錄片                                                                      |
| 2023 | 《黑衣人》         | 60分鐘  | （第76屆坎城影展特別展映單元）                                                                                             |
| 2024 | 《青春（苦）》     | 227分鐘 | （第77屆盧卡諾影展國際競賽單元） 盧卡諾影展特別提及 盧卡諾影展費比西獎 盧卡諾影展青年評審團獎 盧卡諾影展環境生活品質獎     |
| 2024 | 《青春（歸）》     | 152分鐘 | （第81屆威尼斯影展正式競賽單元）                                                                                           |

#### 編劇
- 2007年《世界的状态》
- 2009年《天安门》
- 2012年《南泥湾》

#### 攝影
- 1997年《校园先锋》
- 1999年《变形记》

## 外部連結
- 王兵在互联网电影资料库（IMDb）上的資料（英文）